# Un adulterio decente
Un adulterio decente es una obra de teatro en tres actos de Enrique Jardiel Poncela, estrenada en el Teatro María Isabel de Madrid el 3 de mayo de 1935.

## Argumento
Según las investigaciones del Dr. Cumberri, el adulterococo es la bacteria causante de la infidelidad. Para combatirla, funda una clínica, por la que desfilan el marido engañado, la esposa infiel y el amante.

## Representaciones destacadas
- Teatro (Estreno, 1935). Intérpretes: Isabel Garcés, Mercedes Muñoz Sampedro, Emilio Thuillier, Rafael López Somoza.
- Cine (1969). Dirección: Rafael Gil. Intérpretes: Fernando Fernán Gómez, Carmen Sevilla, Manolo Gómez Bur, Andrés Pajares, José Orjas, Manuel Alexandre.